# Stan Stephens
Stanley Graham „Stan“ Stephens (* 16. September 1929 in Calgary, Alberta; † 3. April 2021 in Kalispell, Montana) war ein US-amerikanischer Politiker kanadischer Herkunft. Er war zwischen 1989 und 1993 der 20. Gouverneur des Bundesstaates Montana.

## Frühe Jahre
Stan Stephens besuchte die Western Canada High School in Calgary. Aufgrund von finanziellen Problemen in seiner Familie musste er die Schule vorzeitig abbrechen. Er absolvierte dann bei einem Radiosender in Calgary eine Lehre. Im Jahr 1949 zog er nach Montana. Dort fand er eine Anstellung bei dem Radiosender KOJM als Redakteur und Nachrichtensprecher. Während des Koreakrieges wurde Stephens zur US Army eingezogen, wo er für den Militärrundfunk tätig war. Nach seiner Rückkehr arbeitete er wieder für den Sender KOJM, den er im Jahr 1965 zusammen mit einigen Partnern aufkaufte. Die Sendeanstalt wurde dann um einen Fernsehsender erweitert und Stephens stieg zum Präsidenten auf. Bald war er Manager des Kabelfernsehens in seiner Region.

## Politischer Aufstieg
Stephens, Mitglied der Republikanischen Partei, wurde im Jahr 1968 in den Senat von Montana gewählt. Diesem gehörte er von 1969 bis 1973 sowie nochmals von 1975 bis 1986 an. Im Verlauf dieser Zeit hatte er alle leitenden Ämter in dieser Kammer inne. Im Jahr 1988 wurde er mit 51,9 Prozent der Stimmen gegen den ehemaligen demokratischen Amtsinhaber Thomas Lee Judge zum Gouverneur Montanas gewählt. Am 2. Januar 1989 wurde Stephens in sein neues Amt eingeführt. In seine Amtszeit fiel die 100-Jahr-Feier der Gründung des Staates Montana; ansonsten gab es keine besondere Vorkommnisse. Aus gesundheitlichen Gründen verzichtete Stephens im Jahr 1992 auf eine erneute Kandidatur. Somit endete seine Amtszeit am 4. Januar 1993. Danach zog er sich in das Privatleben zurück.
Stan Stephens war mit Ann Hanson verheiratet, mit der er zwei Kinder hatte. Seine Frau starb im Oktober 2017 im Alter von 90 Jahren.